# Grčki križ
Grčki križ (crux immissa, crux quadrata) je starodrevni oblik križa s jednakim krakovima. Ovaj križ je bio u najvećoj uporabi za vrijeme ranog kršćanstva.
Grčki križ se nalazi nacionalnom grbu Grčke, Malte i zastavi Švicarske. Također je i glavni simbol međunarodnog Crvenog križa.